# Bucșani (sit SCI)
Bucșani este o arie protejată (arie specială de conservare — SAC, sit de importanță comunitară — SCI) din România, desemnată în scopul protejării biodiversității și menținerii într-o stare de conservare favorabilă a florei spontane și faunei sălbatice, precum și a habitatelor naturale de interes comunitar aflate în arealul zonei de protecție. Aceasta este situată în județul Dâmbovița, pe teritoriul administrativ al comunei Bucșani.

## Localizare
Aria naturală  se află în partea central-estică a județului Dâmbovița, pe teritoriul nord-estic al satului Bucșani și cel sud-vestic al localității I.L. Caragiale, în apropierea drumului național DN72, care leagă municipiul Târgoviște de Ploiești.

## Înființare
Zona a fost declarată sit de importanță comunitară prin Ordinul Ministerului Mediului și Dezvoltării Durabile Nr.1964 din 13 decembrie 2007 (privind instituirea regimului de arie naturală protejată a siturilor de importanță comunitară, ca parte integrantă a rețelei ecologice europene Natura 2000 în România) și se întinde pe o suprafață de 510,5 hectare. Pe teritoriul sitului (în Pădurea Neagra) se află o rezervație de zimbri europeni din specia Bison bonasus. Situl a fost protejat și ca arie specială de conservare (ROSAC0403) în mai 2022.

## Biodiversitate
Aria protejată reprezintă o zonă depresionară (încadrată în regiune bioegeografică continentală) ce adăpostește păduri de foioase cu specii arboricole de stejar (Quercus robur) și carpen (Carpinus betulus), care vegetează în asociere cu jugastru (Acer campestre), tei pucios (Tilia cordata) și frasin (Fraxinus excelsior). Tufărișurile au în componență arbusti cu specii de lemn câinesc (Ligustrum vulgare), sânger (Cornus sanguinea) sau păducel (Crataegus monogyna). 
La nivelul ierburilor sunt întâlnite specii vegetale cu exemplare de: firuță (Poa pratensis), păiuș (Festuca stricta), lupin (Luzula albus) sau iarba-câmpului (Agrostis alba).
La baza desemnării sitului se află tritonul cu creastă (Triturus cristatus), un amfibian aflat pe lista roșie a IUCN și protejat la nivel european prin  Directiva CE 92/43/CE din 21 mai 1992 (privind conservarea habitatelor naturale și a speciilor de faună și floră sălbatică).

## Căi de acces
- Drumul național DN72 pe ruta: Târgoviște - Răzvad - Săcueni - Adânca.
- Drumul național DN72 pe ruta: Ploiești - Dărmănești - I.L. Caragiale - Mija.